# 哈拉卜贾省
哈拉卜贾省（英語：或）是伊拉克库尔德斯坦的一个省。该省于2014年成立，成为伊拉克库尔德斯坦地区第四个省。省会是哈拉卜贾。设立该省的决定是库尔德斯坦地区政府总理内奇尔万·巴尔扎尼在2014年3月13日宣布的，与1988年3月16日发生的哈拉卜贾化学袭击事件的纪念日仅差3天。在2014年3月13日，库尔德斯坦地区总统马苏德·巴尔扎尼签署了将哈拉卜贾从苏莱曼尼亚省的一个区升格为省的地区命令。

## 区划
| 中心区    | 锡尔万            | 锡尔万            | 锡尔万            |
| 中心区    | Khurmal           |                   |                   |
| 中心区    | Byara             |                   |                   |
| Penjwin   | Garmik            | Garmik            | Garmik            |
| Penjwin   | Nalparez          |                   |                   |
| Sharazur  | Warmawa (Zarayan) | Warmawa (Zarayan) | Warmawa (Zarayan) |
| Saidsadiq | Siruchik          | Siruchik          | Siruchik          |